# أرتسيوم باراخوسكي
أرتسيوم باراخوسكي (بالروسية: Параховский, Артём Николаевич) مواليد 6 أكتوبر 1987 في مينسك، جمهورية بيلاروس السوفيتية الاشتراكية، الاتحاد السوفيتي، هو لاعب كرة سلة بيلاروسي. بدأ مسيرته الاحترافية في سنة 2010. يلعب مع نادي يونيكس قازان لكرة السلة كلاعب وسط. يحمل الرقم 9. يبلغ طوله 6 قدم 11 بوصة (2.1 م).

## المسيرة الاحترافية
لعب مع في إي إف ريغا في موسم 2010–2011، ثم لعب مع نادي بوديفلنيك لكرة السلة في موسم 2011–2012، ثم لعب مع نيجني نوفغورود في الدوري الروسي في موسم 2014–2015، ثم لعب مع نادي يونيكس قازان لكرة السلة في سنة 2015.

## إحصائيات المسيرة
|  | تصدر الدوري |

### الدوري الأوروبي
| السنة   | الفريق                   | لعب | بدأ | دقيقة | ميداني% | ثلاثية | حرة  | ارتداد | صنع | استلاب | تصدي | نقطة | أداء |
| ------- | ------------------------ | --- | --- | ----- | ------- | ------ | ---- | ------ | --- | ------ | ---- | ---- | ---- |
| 2014–15 | نيجني نوفغورود (كرة سلة) | 23  | 22  | 25.2  | .621    | .000   | .689 | 6.7    | .8  | .7     | 2.0  | 13.0 | 18.5 |
| المسيرة |                          | 23  | 22  | 25.2  | .621    | .000   | .689 | 6.7    | .8  | .7     | 2.0  | 13.0 | 18.5 |

## روابط خارجية
- أرتسيوم باراخوسكي على موقع الاتحاد الدولي لكرة السلة (الإنجليزية)
- أرتسيوم باراخوسكي على موقع الدوري الأوروبي لكرة السلة (الإنجليزية)
- أرتسيوم باراخوسكي على موقع كرة السلة الأوروبية.كوم (الإنجليزية)
- أرتسيوم باراخوسكي على موقع DraftExpress.com (الإنجليزية)
- أرتسيوم باراخوسكي على موقع كلية كرة السلة في سبورتس رفرنس.كوم (الإنجليزية)
- أرتسيوم باراخوسكي على موقع ريلجم (الإنجليزية)
- أرتسيوم باراخوسكي على موقع بروبوليرز (الإنجليزية)
- أرتسيوم باراخوسكي على موقع سبورتس رفرنس (الإنجليزية)